# Копенгагенська трилогія
«Копенгагенська трилогія» — це серія мемуарів данської письменниці Туве Дітлевсен. Книжки вперше вийшли в Данії між 1967 і 1971 роками під назвами «Дитинство» (дан. Barndom), «Юність» (дан. Ungdom) та «Заміжжя» (дан. Gift — данське слово, що перекладається або як прикметник «одружений», або як іменник «отрута»). Перші два томи англійською переклала Тіїна Нанналлі і вони вийшли 1985 року у феміністичному видавництві Seal Press під назвою «Рання весна». 2019 року повна трилогія з третьою частиною, яку англійською мовою переклав Майкл Фавала Голдман, вийшла трьома окремими книжками у видавництві Penguin Classics у Великій Британії під назвами «Дитинство», «Юність» та «Залежність». Мемуари отримали загальну назву «Копенгагенська трилогія».

## Прийняття
Перевидання мемуарів англійською мовою критики сприйняли з похвалою.
Газета «The Guardian» двічі рецензувала серію, назвавши її «їдким, яскраво-сповідальним автобіографічним твором». У другій рецензії її оцінили як «оголену і пронизливу» та порівняли мемуари з автобіографічною трилогією Джанет Фрейм «Янгол за моїм столом». Газета The Spectator назвала трилогію «гострою, жорсткою та ніжною». Трилогію було обрано до списку «10 найкращих книг 2021 року» за версією The New York Times Book Review. 2024 року The New York Times поставила її на 71 місце зі 100 найкращих книг 21 століття.

## Переклади українською
- Дітлевсен, Туве (2025). Дитинство. Копенгагенська трилогія. Т. 1. Грушка. с. 128.
- Дітлевсен, Туве (2025). Юність. Копенгагенська трилогія. Т. 2. Грушка. с. 176.
- Дітлевсен, Туве (2025). Заміжжя. Копенгагенська трилогія. Т. 3. Грушка. с. 208.